# Robert Harris (Politiker)
Robert Harris (* 5. September 1768 in Harris Ferry, Province of Pennsylvania; † 3. September 1851 in Harrisburg, Pennsylvania) war ein US-amerikanischer Politiker. Zwischen 1823 und 1827 vertrat er den Bundesstaat Pennsylvania im US-Repräsentantenhaus.

## Werdegang
Der in Harris Ferry, dem heutigen Harrisburg, geborene Robert Harris war ein Cousin des Kongressabgeordneten John Harris (1760–1824) aus dem Staat New York. Er wuchs auf einer Farm auf und besuchte die öffentlichen Schulen seiner Heimat. In den folgenden Jahren war er an verschiedenen Aktivitäten in Pennsylvania beteiligt. Er arbeitete am Bau einer Brücke über den Susquehanna River und gehörte zu den Gründern der Harrisburg Bank. Außerdem war er im Straßenbau tätig, wo er unter anderem die Straße zwischen Chambersburg und Pittsburgh vermaß. Er war auch an der Festlegung des Standortes für das Kapitol in Harrisburg beteiligt. Während des Britisch-Amerikanischen Krieges von 1812 war Harris Zahlmeister in der US Army. Politisch wurde er Mitglied der Demokratisch-Republikanischen Partei. In den 1820er Jahren schloss er sich der Bewegung um den späteren Präsidenten Andrew Jackson an.
Bei den Kongresswahlen des Jahres 1822 wurde Harris im sechsten Wahlbezirk von Pennsylvania in das US-Repräsentantenhaus in Washington, D.C. gewählt, wo er am 4. März 1823 die Nachfolge von Thomas Jones Rogers antrat. Nach einer Wiederwahl als Jacksonian Democrat konnte er bis zum 3. März 1827 zwei Legislaturperioden im Kongress absolvieren. Diese waren von den heftigen Diskussionen zwischen Anhängern und Gegnern von Andrew Jackson geprägt.
Nach dem Ende seiner Zeit im US-Repräsentantenhaus arbeitete Robert Harris als Prothonotary im Dauphin County. Ansonsten widmete er sich seinen privaten Angelegenheiten. Er starb am 3. September 1851 in Harrisburg.